# Neowithius chilensis
Espèce
Synonymes
- Chelifer chilensis Beier, 1930

Neowithius chilensis est une espèce de pseudoscorpions de la famille des Withiidae.

## Distribution
Cette espèce est endémique du Chili. Elle se rencontre vers Temuco.

## Étymologie
Son nom d'espèce, composé de chil[e] et du suffixe latin -ensis, « qui vit dans, qui habite », lui a été donné en référence au lieu de sa découverte, le Chili.

## Publication originale
- Beier, 1930 : Alcuni Pseudoscorpioni esotici raccolti dal Prof. F. Silvestri. Bollettino del Laboratorio di Zoologia Generale e Agraria del R. Istituto Superiore Agrario in Portici, vol. 23, p. 197-209.